# 高橋楓翔
高橋楓翔（2001年9月21日—）是日本的男演員。出生于埼玉縣。

## 影視作品

### 電影
- Pirameki童星戀愛物語 ～為了童星和家長們所憧憬的一切～（2015年）：飾 高瀬悟
- 當他們認真編織時（2017年）：飾 凜子（學生時期）

### 電視
- 金田一少年事件簿N（2014年）：飾 道場龍
- 牙狼＜GARO＞～魔戒之花～（2014年）：飾 10歳的雷牙
- Dr.倫太郎（2015年）：飾 日野倫太郎(幼少期)
- 三匹歐吉桑2（2015年）：飾 中学生